# 德里城和斯特拉班
德里市和斯特拉班（Derry City and Strabane），是英国北愛爾蘭的一個行政區劃，創立於2015年4月，由原本的德里區與斯特拉班區合併而成。首府德里城为北爱尔兰的第二大都市，也被称之为“伦敦德里”。
德里城也是爱尔兰岛的第四大城市。该城最著名的是在1690年的博因河战役期间其城墙从未被炮弹穿破，因而获誉为“处女城”。